# Volgogradsko umjetno jezero
Volgogradsko umjetno jezero (ruski: Волгоградское водохранилище), je akumulacijski bazen u donjem dijelu rijeke Volge,  formiran branom Volške hidroelektrane izgrađene 1958. godine, te punjeno od 1958. do 1961. godine. Proteže se kroz Volgogradsku i Saratovsku oblast u Rusiji, te nazvano po gradu Volgogradu.
Volgogradsko umjetno jezero ima površinu od 3.117 km², te volumen 31,5 milijardi kubičnih metara. Dugo je 540 km, s najvećom širinom od 17 km, prosječne dubine 10,1 m. To je treće umjetno jezero po veličini u Rusiji (poslije Samarskog i Rybinskog umjetnog jezera).
Na obali umjetnog jezera nalaze se gradovi, Saratov, Engels, Kamišin, Dubovka, Marks i Volžski.

## Gospodarski značaj
Volgogradski akumulacijski bazen je izrađen radi poboljšanja energetike, vodnog prometa, navodnjavanja i vodoopskrbe. Razvilo se ribarstvo (deverika, smuđ, šaran). Ima dvije luke, Saratov i Kamišin.